# Liste der Monuments historiques in Ravenel (Oise)
Die Liste der Monuments historiques in Ravenel (Oise) führt die Monuments historiques in der französischen Gemeinde Ravenel auf.

## Liste der Bauwerke
| Bezeichnung       | Beschreibung                  | Standort | Kennzeichnung | Schutzstatus | Datum | Bild           |
| ----------------- | ----------------------------- | -------- | ------------- | ------------ | ----- | -------------- |
| Kirche Notre-Dame | Erbaut im 16./17. Jahrhundert | (Lage)   | PA00114829    | Classé       | 1919  | weitere Bilder |

## Liste der Objekte
- Monuments historiques (Objekte) in Ravenel (Oise) in der Base Palissy des französischen Kultusministeriums